# Империя ангелов
«Империя ангелов» — роман Бернара Вербера, вторая книга дилогии «Танатонавты». Опубликован в 2000 году. Эта книга была удостоена премии Жюля Верна.

## Сюжет
Мишель Пэнсон попадает в рай. Он оказывается на «страшном суде», который ведут три архангела. Самым страшным испытанием для человека считается последующая реинкарнация. От реинкарнации его спасает ангел-хранитель Эмиль Золя. За Мишелем встаёт выбор: стать ангелом или проповедником на земле. Выбор падает на ангела. Ему открывается путь в мир ангелов, в котором его ангелом-наставником становится Эдмонд Уэллс. Каждому ангелу даётся три «клиента». Это название возникает из-за того, что ангелы предстают в качестве адвокатов этих душ на страшном суде. Выбор своих клиентов стоит за ангелами, и Мишель выбирает три семьи, которые показаны в «озере зачатия». Одна семья оказывается богатой — из Америки, другая средней — из Франции и очень бедная семья — из России. Эдмонд Уэллс повествует о том, что у души есть три основных показателя: 25 % происходящих с человеком событий определяются наследственностью, 25 % — кармой, и ещё 50 % остаются для свободного выбора. В то же время Мишель Пэнсон и Рауль Разорбак ищут мир «седьмых», которые находятся выше по уровню развития, чем ангелы. Рауль предполагает, что это боги.
Позже оказывается, что русский «клиент» Игорь Чехов является реинкарнацией Феликса Кербоза, одного из главных героев романа «Танатонавты». Постепенно вырисовываются характеры всех трёх «клиентов»: Жак Немро — француз, неуверенный в себе молодой человек, Венера Шеридан — американка, самовлюблённая девочка, которую все обожают, а Игорь становится сильным и ловким, но его бросает мать. В 7 лет у Жака проблемы с памятью, из-за этого он плохо учится. Венера фотографируется на обложки календарей и каталоги детской одежды. Игорь попал в детский дом, но мальчик Пётр берёт под свой контроль Игоря и его друзей и требует с них дань в виде сигарет. Каждый просит на Рождество подарок. Игорь желает, чтобы «Пётр получил ножом в брюхо», Венера просит сделать ей пластическую операцию на носу, а Жак хочет, чтобы ему подарили игрушечный летающий корабль. Мишель выполняет их просьбы. В частности, когда Игоря должны были усыновить, он ударил в живот Петра и чуть не убил его, таким образом Игоря вместе с другом Ваней (он дал Игорю нож) отправляют в колонию для несовершеннолетних.
Тем временем в раю Мишель и Рауль узнали, что Эдмонд Уэллс пишет четвёртый том Энциклопедии относительного и абсолютного знания. Для этого он использует медиума Улисса Пападопулоса. По ночам ему снятся новые статьи. Их ему диктует Эдмонд Уэллс. Чтобы узнать кто такие «седьмые» и где они находятся, Мишель и Рауль спускаются на Землю к Пападопулосу, думая, что Уэллс рассказал ему про «седьмых».

## Главные герои
- Мишель Пэнсон — главный герой книги. В начале он погибает из-за того, что его дом разрушил самолёт. После попадает в Рай, где встречается со своим ангелом-инструктором — Эдмондом Уэллсом. Вскоре он находит здесь и старых друзей-танатонавтов. Он, как и каждый ангел, выбрал себе «клиентов» — тех людей, у которых он будет ангелом-хранителем. Он старается оберегать их от опасностей. Его лучший друг Рауль предлагает заключить пари: что будет эффективнее — «пряник», то есть мягкое обращение с клиентом или «кнут» — жёсткое. А также и чей клиент наберёт 600 пунктов.
- Рауль Разорбак — лучший друг Мишеля Пэнсона. В Раю гораздо дольше, чем последний. Именно к нему в голову всегда приходили безумные идеи. Рауль весьма недоволен Раем, даже говорил, что с удовольствием бы оказался в Аду, чем в Раю. Довольно-таки любит поспорить, а также он старается поучать Мишеля, а также, как выражается Пэнсон «корчить из себя Эдмонда Уэллса». Жестковат. Он предпочитает обращаться с «клиентами» больше «кнутом», чем «пряником». В обеих книгах (первой части дилогии — «Танатонавты», — и в «Империи ангелов») не раз описывается его внешность. «Худой, долговязый, осунутый, не перестающий играть длинными пальцами» — так его описывают в «Танатонавтах». Носит очки.
- Эдмонд Уэллс — мудрый наставник Мишеля Пэнсона. Всегда даёт дельные советы. Раньше был учёным, изучающим муравьёв. «Внешне он похож на Кафку. Треугольный овал лица, как у лиса, миндалевидные лихорадно горящие глаза, высоко посаженные длинные уши» — это описание его внешности в «Империи ангелов». Создатель томов Энциклопедии относительного и абсолютного знания. Для записи использовал медиума Улисса Пападопулоса.
- Фредди Мейер — самый жизнерадостный и активный ангел. В прошлой жизни он был слепым, однако в Раю у него появилось отличное зрение. У него всегда есть наготове анекдот.
- Мэрилин Монро — когда она попала в Рай, её внешность не изменилась. Самая изящная и нежная среди ангелов.

## Клиенты
- Жак Немро — робкий и неуверенный в себе писатель. Француз. Из-за рыжих волос его часто дразнили в школе, он никак не мог найти хорошую девушку. Вскоре решает издать свой первый роман «Крысы». Никто не соглашается, но однажды Жак встречает издателя Рене Шарбонье, последний соглашается издать роман. Книга не приносит ему популярности во Франции, зато в России его читают, он там известен. Как-то раз он в супермаркете нашёл девушку своей мечты — Натали Ким. Он умер счастливым, написал множество книг. Ангел-хранитель: Мишель Пэнсон.
- Игорь Чехов — родился в России. У него было тяжёлое детство, в отличие от остальных «клиентов». Он рос без отца, мать всячески пыталась от него избавиться. В конце концов, мать бросила его возле церкви, где его нашёл милиционер и отвёл в детдом. Там он знакомится с «Тремя В»: Владимиром, Ваней и Василием. Но Игорь нашёл и врагов… Петр, один из самых сильных ребят в детдоме, убивает Владимира на следующий день после того, как директор говорит Игорю, что его заберут новые родители. Чехов отомстил, вонзив Петру в живот нож. За это его и Ваню (он дал Игорю нож) отправляют в колонию для несовершеннолетних преступников, а после и Психиатрическую больницу. Оттуда его выпускают из-за того, что на войну в Чечне нужны были солдаты. Он попадает в отделение «Волки». Там он усваивает: не быстрый — значит, мёртвый. У него один друг — Станислас — огнемётчик. Он становится сержантом. Но война закончилась, Игоря наградили и отправили в город. Но у него мало денег, он решает заработать, воруя. Они с Станисласом совершенно случайно оказываются в доме отца Игоря. Там их ловит милиция. После Игорь решает заработать, играя в покер. В одном из казино он встречает своего отца (у которого выигрывает!), а потом и Петра, который мстит Игорю, вонзая ему нож в живот, точно так же, как и когда-то Игорь. Чехов попадает в больницу, где встречает медсестру Татьяну, которая утверждает, что у него новая болезнь — рак пупка. Он влюбляется в Татьяну, она ответила взаимностью. Но болезнь у него проходит, и Игорь боится, что Татьяна бросит его. Он решает покончить жизнь самоубийством, выпрыгнув из окна больницы. Умирает. Он превращается в фантома. Он бродит по миру, а после собирает падших ангелов и нападает на Мишеля и его друзей. Ангел-хранитель: Мишель Пэнсон.
- Венера Шеридан — американка. Топ-модель уже с малых лет. Она жила отлично, ей даже многократно делали пластическую операцию. Но однажды её родители разводятся. Венера желает победить в конкурсе «Мисс Вселенная». Её желание выполняется. Она становится всемирно известной. Но её давно мучает мигрень из-за её брата-близнеца, который погиб ещё тогда, когда Венера даже не вышла из живота. Медиум подсказывает ей, что есть один человек, у которого была точно такая же проблема… Ангел-хранитель: Мишель Пэнсон.
- Натали Ким — молодая кореянка. Интересуется гипнозом, вскоре вышла замуж за Жака Немро. Ангел-хранитель: Рауль Разорбак.
- Улисс Пападопулос — медиум. В его голове появляется готовый текст из «Энциклопедии относительного и абсолютного знания»: его использует Эдмонд Уэллс для записи своей энциклопедии. Ангел-хранитель: Эдмонд Уэллс.